# Tato (powieść)
Tato (ang. Dad) – powieść psychologiczna autorstwa Williama Whartona wydana w 1981 roku.

## Fabuła
Książka opisuje relację ojciec-syn na kilku płaszczyznach. Główny bohater, John Tremont Jr. jest postacią wzorowaną na samym autorze, Williamie Whartonie – jest to powieść w dużej mierze autobiograficzna. Zostaje wezwany z Paryża do rodzinnego domu w Kalifornii, ponieważ jego matka dostaje zawału serca i ktoś musi się opiekować ojcem, który nie radzi sobie sam. John próbuje z Taty wykrzesać życie i nauczyć go tego, czego on sam go dawniej nauczył i w czym był dobry. Gdy stan ojca się poprawia, musi przejść operację wycięcia guza na pęcherzu. Jest to nowotwór, których John Sr. panicznie się boi. Wbrew naleganiom Jacky’ego (tak nazywany był John Tremont Jr.) lekarz informuje jego ojca o chorobie. Ten popada w letarg i traci kontakt ze światem rzeczywistym.
Równocześnie z wydarzeniami rozgrywającymi się w Kalifornii autor wprowadza wątek podróży z Kalifornii na drugi koniec Ameryki Johna Jr. z jego synem, Billem. W tych fragmentach ukazana jest przepaść pokoleniowa między generacją Jacky’ego (pokolenie lat 20.) a Billy’ego (pokolenie lat 50.). Część ta w finale łączy się z główną osią fabuły, jako że podróż ta okazuje się być powrotną drogą ojca i syna z domu chorego Johna Sr. i jego małżonki.
Kolejne rozdziały powieści ukazują rozwój choroby Taty, a także i drugi atak serca Mamy oraz jej popadanie w panikę. Pewnego dnia John Sr. budzi się z letargu i wraca do świata odmłodzony i ożywiony względem stanu przed szokiem. Jego dobre samopoczucie i dziwne pomysły powodują narastający strach u Bette, jego żony. U Ojca psycholog wykrywa schizofrenię, która objawia się u niego tym, że w myślach wybudował sobie całkowicie realny, równoległy do życia w Kalifornii świat. Mieszka tam w miejscowości nazwanej przez niego samego Cape May, ma tam czwórkę dzieci zamiast dwojga i jest ok. 20 lat młodszy (analogicznie cała jego rodzina jest młodsza, a jego własny ojciec żyje, mając przeszło 70 lat). Problem polega na tym, że zaczyna dwa światy ze sobą mieszać, co jeszcze bardziej przeraża jego żonę. John Jr. postanawia rozdzielić rodziców. Po paru tygodniach od tego dnia Bette Tremont dzwoni do męża i żąda, by wrócił do domu, który sam wybudował. Powoduje to następny szok u Taty, z którego nie wybudzi się już aż do śmierci.
Będąc w szoku bądź w stanie odprężenia, Tato żyje w świecie w Cape May. W powieści ukazane są fragmenty pisane kursywą, które opisują to, co robi John Sr. w swym urojonym świecie.

## Czas i miejsce akcji
Czas akcji to kilka miesięcy z roku 1977, prawdopodobnie okres wiosna-lato. Głównym miejscem akcji jest Kalifornia, gdzie mieści się dom Jacka i Bette Tremontów, jednak John Jr. z synem podróżują po całej Ameryce, a podczas tej podróży wspominanych jest wiele stanów i miejscowości w USA.

## Bohaterowie
- John Tremont Jr. (zwany Jacky, Johnny, John) – główny bohater powieści, wzorowany na samym autorze, Williamie Whartonie. Z zawodu jest malarzem, w przeszłości był robotnikiem, podobnie jak sam autor. Na stałe mieszka w Paryżu we Francji.
- John Tremont Sr. (zwany Jack) – ojciec głównego bohatera, liczący przeszło 70 lat. Dawniej robotnik, pochodzi z rodziny indiańskiej. Chory na schizofrenię.
- Elizabeth Tremont (zwana Bett, Bess, Betty) – matka głównego bohatera, żona Jacka. W młodości przeżyła poważne załamania nerwowe, praktycznie nie otrzymała edukacji. Posiada osobowość silnie paranoidalną.
- William Tremont (zwany Bill) – syn głównego bohatera, student, prowadzący życie hippisa.
- Joanne (zwana Joan) – siostra głównego bohatera, szczęśliwa matka mieszkająca niedaleko rodziców.
- Mario – mąż Joanne, z pochodzenia Włoch.
- Vron Tremont – żona tytułowego bohatera, często wspominana w powieści.
- Doktorzy Coe, Ethridge i Santana – nieudolni lekarze leczący Jacka Seniora.
- Doktor Chad – nowy lekarz badający Jacka Seniora pod względem fizycznym.
- Doktor Delibro – psycholog leczący Johna Tremonta Sr.
- Alicja – urodziwa, czarnoskóra pielęgniarka zauroczona zarówno głównym bohaterem, jak i jego ojcem.
- Edward Tremont (zwany Ed) – wuj głównego bohatera, często wspominany w powieści oraz przez samego ojca, gdy miesza świat realny z Cape May.